# Albert Koller (Statistiker)
Albert Koller (* 6. Juni 1894 in Gais; † 5. Juli 1957 in Bern; heimatberechtigt in Gais) war ein Schweizer Lehrer, Statistiker und Direktor des Bundesamts für Statistik aus dem Kanton Appenzell Ausserrhoden.

## Leben
Albert Koller war ein Sohn von Albert Christian Koller, Fergger in der Stickereiindustrie, und Bertha Mösle. Er besuchte die Kantonsschule Trogen und schloss diese im Jahr 1914 mit der Maturität ab. Von 1914 bis 1920 studierte er Naturwissenschaften an der Universität Zürich. Im Jahr 1920 erwarb er das Diplom für das höhere Lehramt und 1928 den Doktortitel.
Nach kurzer Lehrtätigkeit an der Kantonsschule Trogen arbeitete er von 1922 bis 1928 als wissenschaftlicher und administrativer Mitarbeiter bei der Schweizerischen Vereinigung für Innenkolonisation und industrielle Landwirtschaft in Zürich. Ab 1928 bis 1929 war er Sekretär der ausserparlamentarischen Expertenkommission zur Bekämpfung der Gebirgsentvölkerung. Ab 1929 war er Mitarbeiter und von 1946 bis 1957 Direktor des Eidgenössischen Statistischen Amts. Koller leitete die beiden eidgenössischen Volkszählungen von 1930 in Bern und 1941 in Genf.
Im Jahr 1935 heiratete Koller Else Marie Kremer von Bern.